# 1927 في الأرجنتين
فيما يلي قوائم الأحداث التي وقعت خلال عام 1927 في الأرجنتين.

## رياضة
- 1 يناير – بطولة العالم للشطرنج 1927

## مواليد

### يناير
- 9 يناير – رودولفو والش صحفي أرجنتيني.[1]

### فبراير
- 23 فبراير – سيلفيا يغراند ممثلة أرجنتينية.
- 23 فبراير – ميرثا يغراند ممثلة أرجنتينية.[2]

### مارس
- 12 مارس – راؤول ألفونسين[3]

### يونيو
- 3 يونيو – إيليسيو مورينيو لاعب كرة قدم أرجنتيني.

### أكتوبر
- 8 أكتوبر – سيزار ميلشتاين[4]
- 22 أكتوبر – أوسكار فيرلونج لاعب كرة سلة أرجنتيني.[5]

### نوفمبر
- 10 نوفمبر – بيدرو بوستوس لاعب كرة سلة أرجنتيني.[5]

## وفيات

### مارس
- 8 مارس – مانويل غوندرا (مواليد 1871)[6]